# Николаус Певснер
Сир Николаус Бернхард Леон Певснер (енгл. Sir Nikolaus Bernhard Leon Pevsner; 1902, Лајпциг – 1983, Лондон) био је британски историчар уметности и историчар архитектуре немачког порекла.
Познат је широм енглеског говорног подручја као уредник монументалне књиге из 46 томова „The Buildings of England“ (1951–74). У књизи Извори модерне архитектуре и дизајна износи, као централну, тезу да су сликари и вајари остали изопштени од јавности још у XIX веку, док су архитекти и дизајнери остали доследни својој друштвеној одговорности, и у потпуности прагматично и са ентузијазмом радили у корист јавности.

## Објављена дела на енглеском језику
- (1940)
- (1943)
- (1949; првобитно издато 1936. године под називом Pioneers of the Modern Movement)
- (1951–74)
- (1956)
- (1968)
- (1976)

## Преведена дела
- Извори модерне архитектуре и дизајна, Југославија, Београд, 1972 / Грађевинска књига, Београд, 2005.
- Pioniri modernog oblikovanja : od Morrisa do Gropiusa, GZH, Zagreb, 1990.